# Selaginella concinna
Selaginella concinna là một loài dương xỉ trong họ Selaginellaceae. Loài này được Sw. Spring mô tả khoa học đầu tiên năm 1838.